# Solpuguna orangica
Solpuguna orangica är en spindeldjursart som beskrevs av Roewer 1933. Solpuguna orangica ingår i släktet Solpuguna och familjen Solpugidae. Inga underarter finns listade i Catalogue of Life.